# Doaa Ahmed Maher
Doaa Ahmed Maher (in arabo دعاء أحمد ماهر‎?; 12 marzo 1982) è una lottatrice egiziana, è stata campionessa africana per sette volte.

## Palmarès
- Giochi panafricani

Abuja 2003: argento nei 59 kg
Algeri 2007: argento nei 63 kg
- Campionati africani

Il Cairo 2002: oro nei 59 kg
Il Cairo 2003: oro nei 59 kg
Il Cairo 2004: oro nei 63 kg
Casablanca 2005: oro nei 63 kg
Pretoria 2006: oro nei 63 kg
Il Cairo 2007: oro nei 63 kg
Casablanca 2009: oro nei 69 kg
Il Cairo 2010: bronzo nei 72 kg